# Nattfödd
Nattfödd (în românește Născut în noapte) este cel de-al treilea album de studio al formației Finntroll. Este ultimul album cu Tapio Wilska.
Acest album a fost lansat concomitent cu EP-ul Trollhammaren. Ediția limitată a albumului Nattfödd include EP-ul Trollhammaren ca bonus (pe disc separat). Pentru melodia "Trollhammaren" s-a filmat primul videoclip al formației.

## Lista pieselor
1. "Vindfärd / Människopesten" (Purtat de vânt / Molima omenirii) - 05:36
2. "Eliytres" - 03:46
3. "Fiskarens fiende" (Dușmanul pescarului) - 03:47
4. "Trollhammaren" (Ciocanul trolilor) - 03:33
5. "Nattfödd" (Născut în noapte) - 04:51
6. "Ursvamp" (Ciuperca seculară) - 02:03
7. "Marknadsvisan" (Cântecul pieței) - 02:00
8. "Det iskalla trollblodet" (Sângele rece ca gheața al trolilor) - 03:54
9. "Grottans barn" (Copiii peșterii) - 04:37
10. "Rök" (Fum) - 02:23

## Personal
- Tapio Wilska - vocal
- Routa - chitară
- Skrymer - chitară
- Trollhorn - sintetizator
- Tundra - chitară bas
- Beast Dominator - baterie

## Clasament
| Țara     | Poziția |
| -------- | ------- |
| Finlanda | 22      |